# Gaucho
Gaucho (l.mn. gauchowie) – południowoamerykański pasterz bydła (podobny północnoamerykańskiemu kowbojowi), pracujący na pampach, czyli trawiastych równinach Argentyny, Urugwaju, Paragwaju, południowego Chile oraz południowej Brazylii. W języku portugalskim słowo pisane jest jako gaúcho.
Jednym z atrybutów gauchów w ikonografii i rycinach jest mate lub guampa, czyli naczynia do picia yerba mate, bombilla i imbryk z ciepłą wodą; często pojawia się też motyw ogniska.

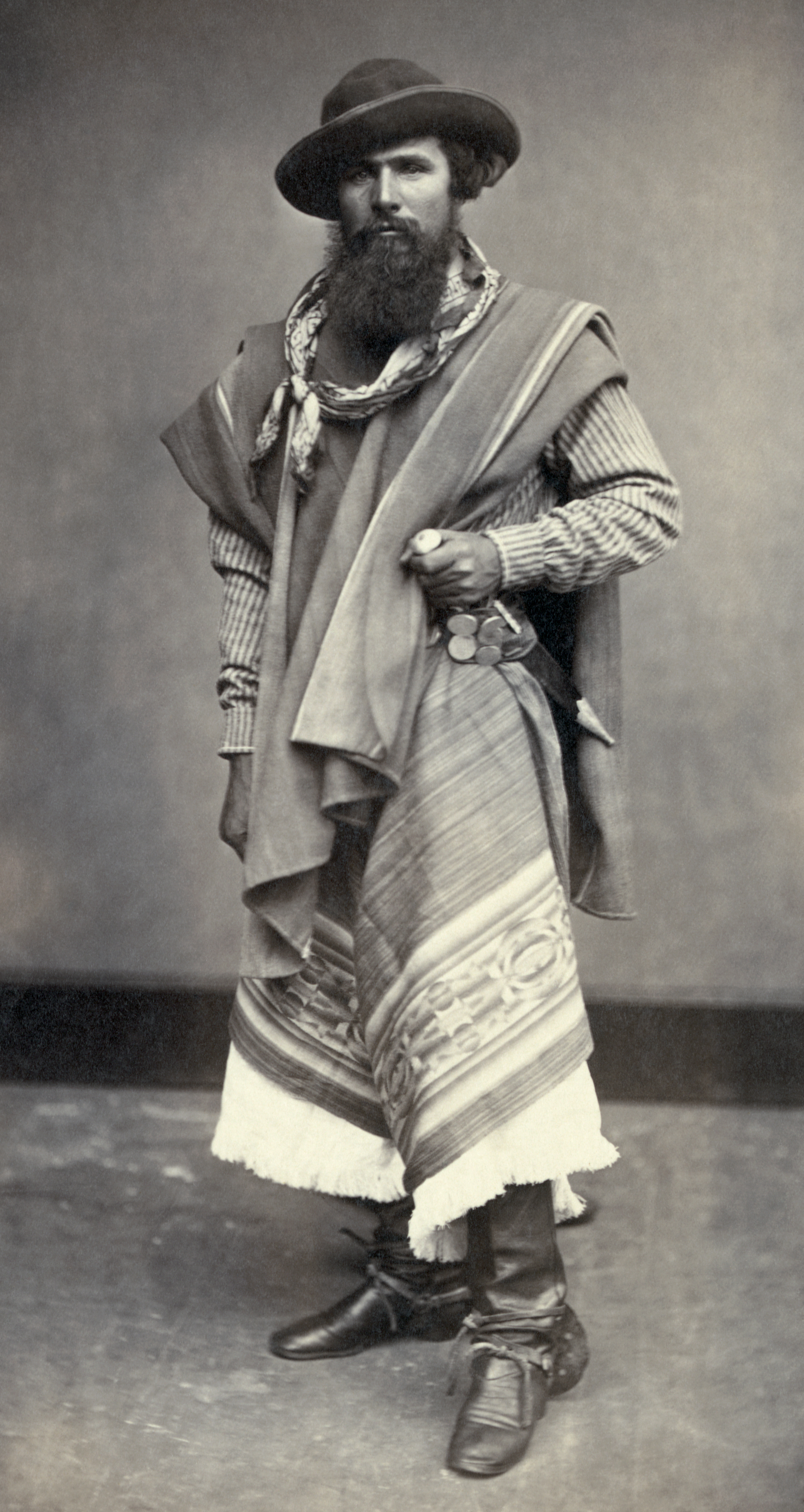
Gaucho z Argentyny, 1868
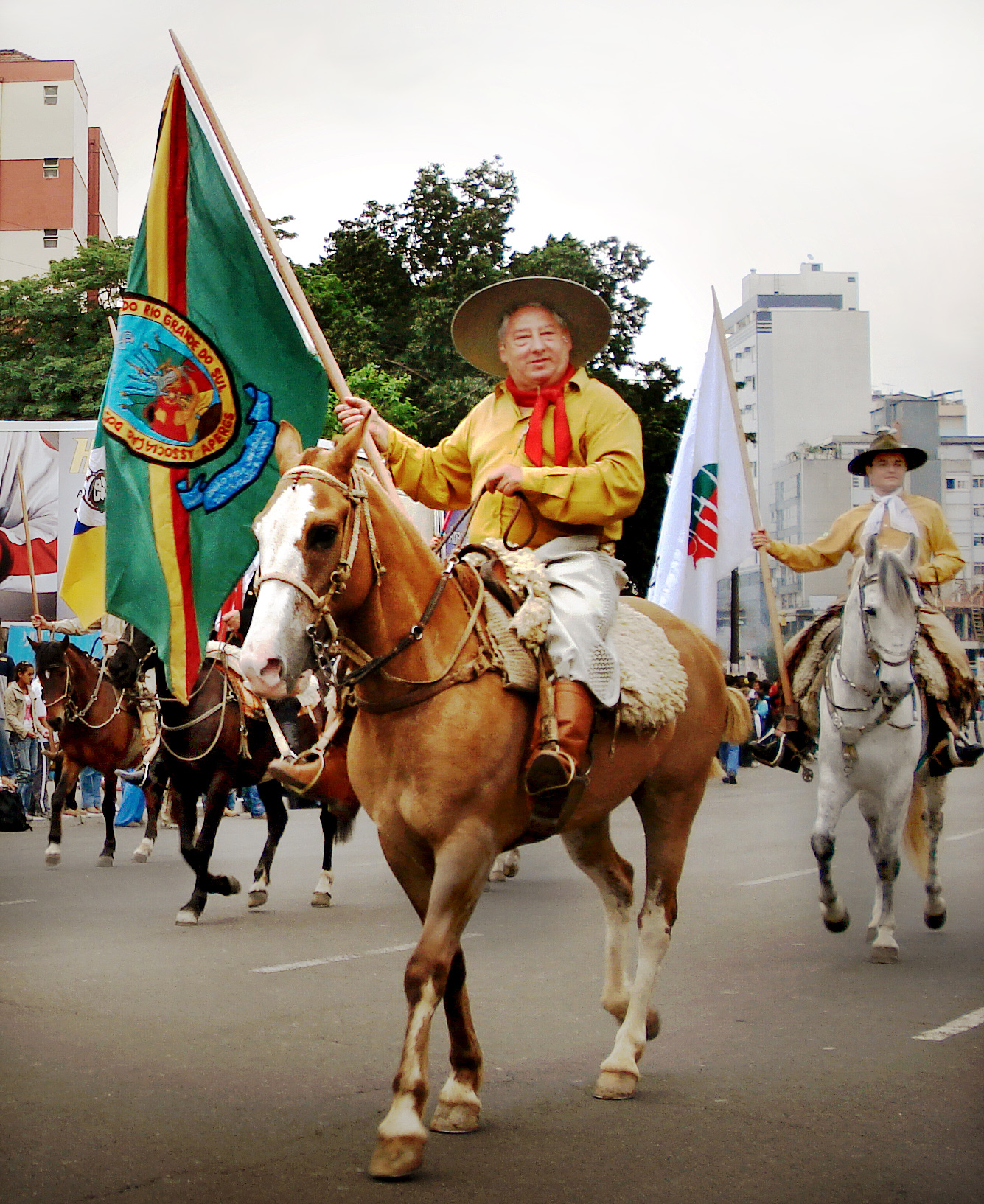
Brazylijski gaucho, 2006
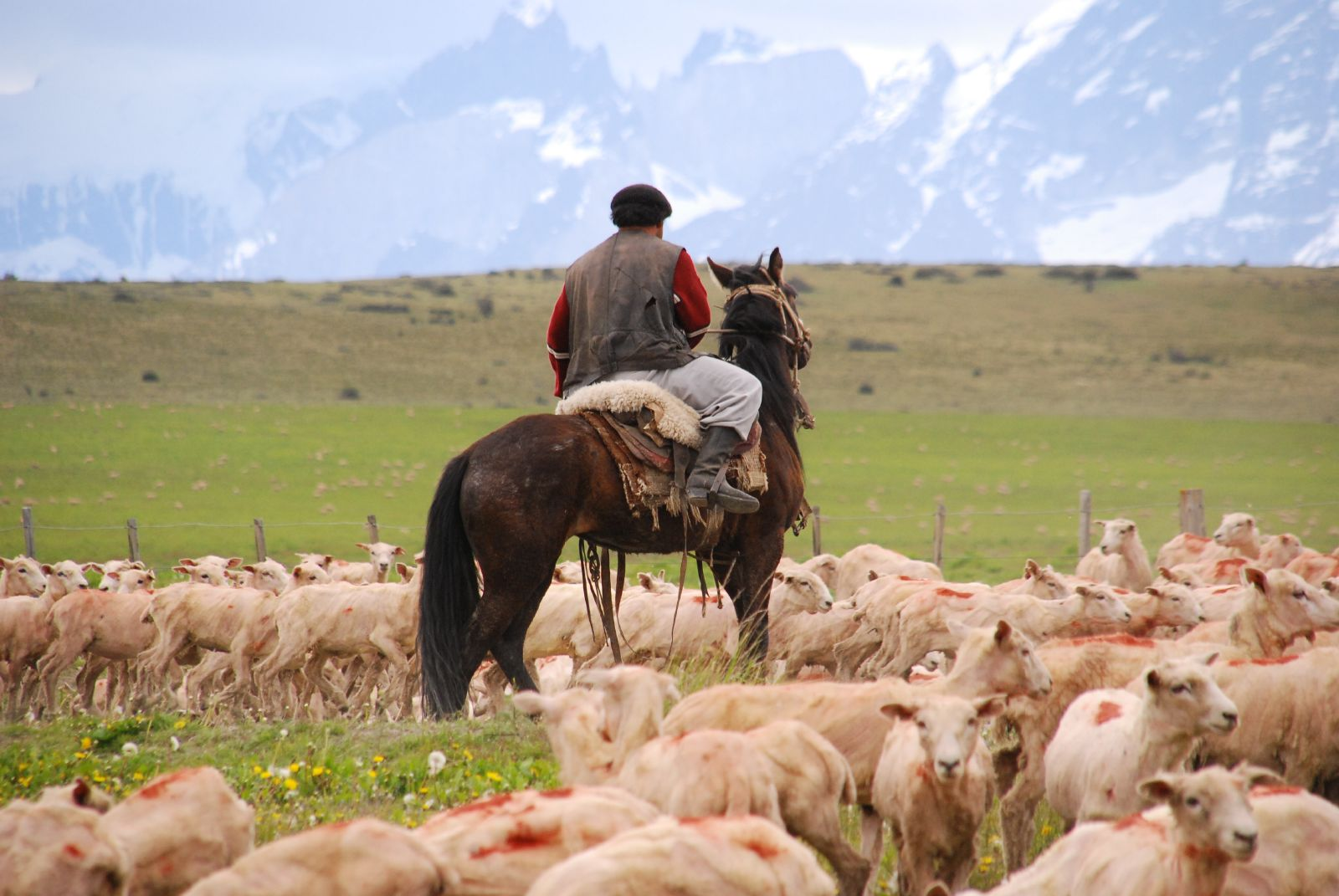
Chilijski gaucho wypasający owce, 2008
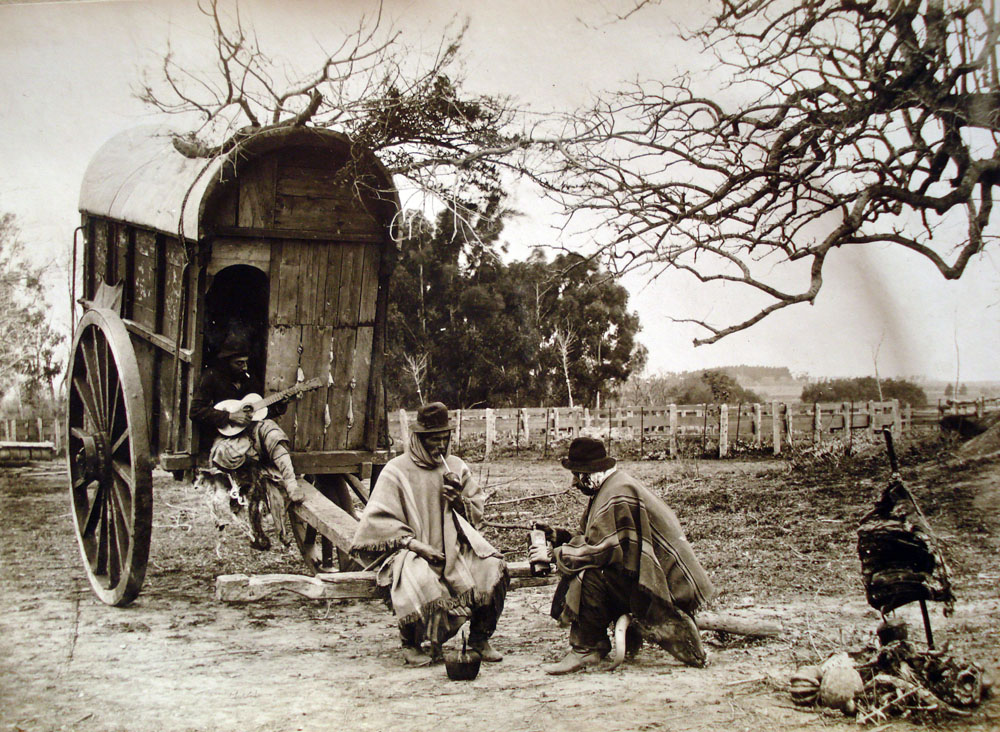
Grupa argentyńskich gauchos pije mate i gra na gitarze. Pampa, ok. 1890
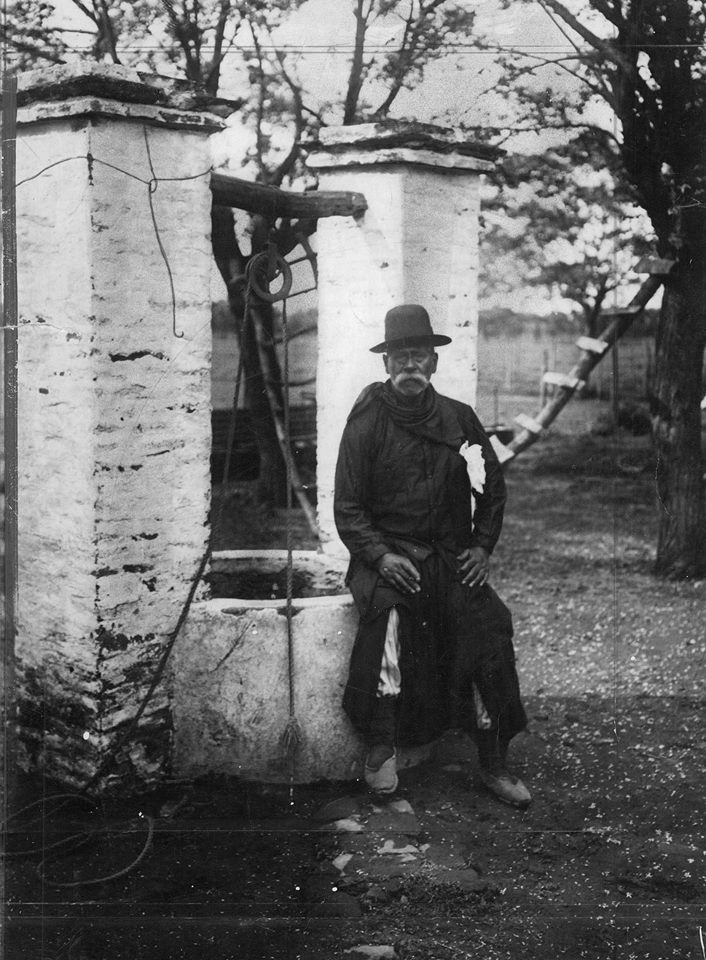
Segundo Ramírez, 1927.
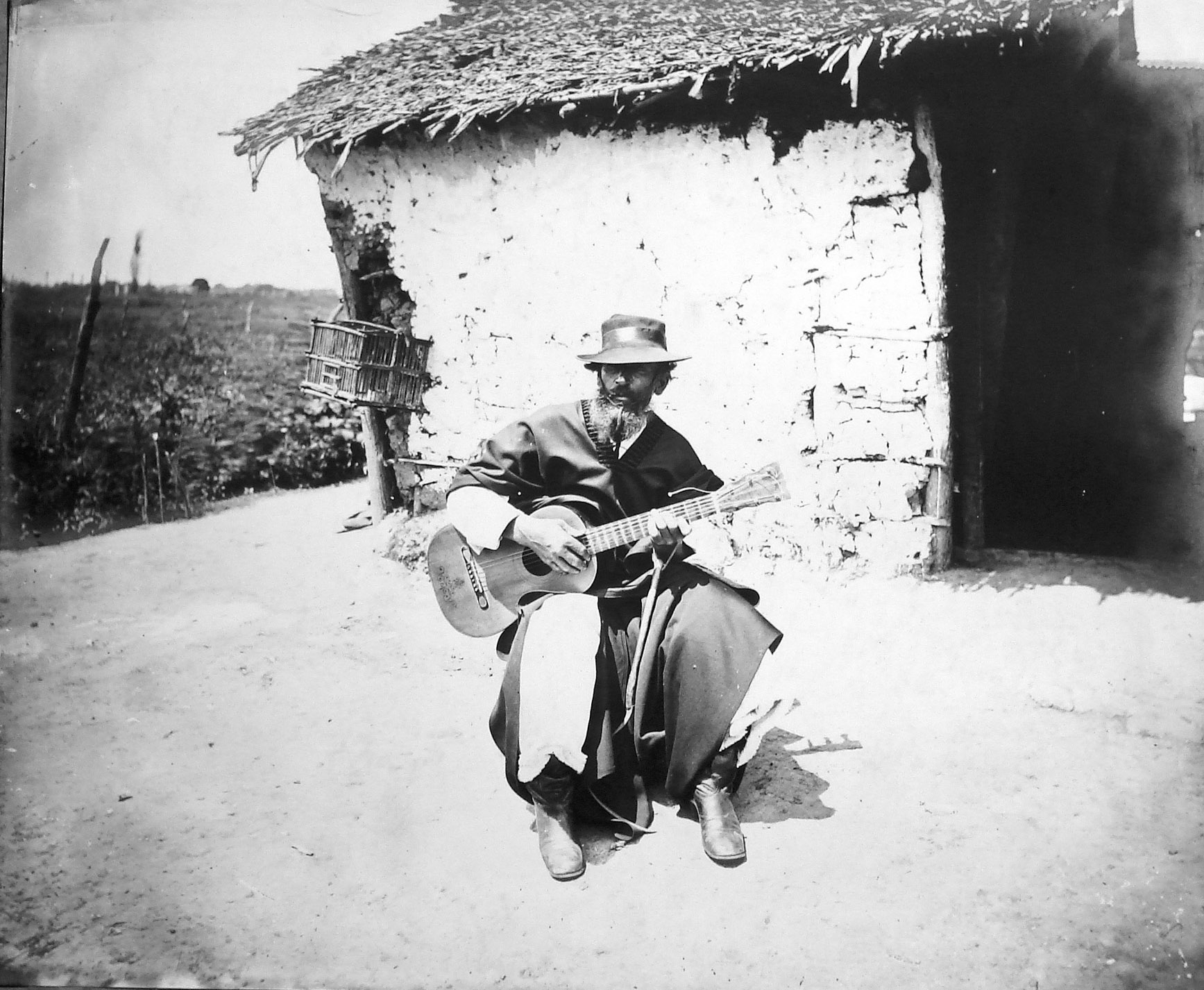
Tzw. „Payador" grający na argentyńskiej pampie, ok. 1886